# Старонива
Старонива (пол. Staroniwa) — колишнє село на Закерзонні, а тепер — округ у західній частині міста Ряшів, розташованого в Польщі, Підкарпатське воєводство

## Історія
20 січня 1461 р. петрашівський дідич Миколай продав римо-католицькому пробощу за 130 гривень щорічний чинш зі свого села Старонива.
За податковим реєстром 1589 р. село належало Ліґензам, входило до Перемишльської землі Руського воєводства, в селі були 8 і 1/2 ланів (коло 200 га) оброблюваної землі, корчма, 1 загородник, 5 коморників з тягловою худобою і 2 без худоби.
Шематизми Перемишльської єпархії до 1885 р. фіксують у селі рештки українського населення, яке належало до греко-католицької парафії Залісє Каньчузького деканату Перемишльської єпархії. Наступного року внаслідок півтисячоліття насильної асиміляції українці зникають повністю і село більше не згадується в переліку парафії.
Відповідно до «Географічного словника Королівства Польського» в 1890 р. Старонива знаходилась у Ряшівському повіті Королівства Галичини і Володимирії Австро-Угорщини, до гміни Старонива входило 3 селища: власне Старонива нараховувала 68 будинків і 376 жителів, Псарнисько зі Стойнем нараховували 29 будинків і 281 житель, Вигнанець з Рудками нараховувала 36 будинків і 286 жителів, на землях фільварку Станіслава Скринського Підзамче було 3 будинки і 57 жителів, загалом було 919 римо-католиків і 81 юдей.
У 1891 р. через село прокладена залізниця з Ряшева до Ясла з будинком залізничної станції в селі.
У 1934-1939 рр. село входило до ґміни Рацлавівка Ряшівського повіту Львівського воєводства Польщі.
Східну частину села з залізничною станцією в 1902 р. було приєднано до міста Ряшів, у 1951 р. село повністю ввійшло в межі міста. У східній частині також знаходяться корпуси факультетів електротехніки й інформатики Ряшівської політехніки та промислова зона.